# 泰森鎮區 (北卡羅萊納州斯坦利縣)
泰森鎮區（英語：Tyson Township）是位於美國北卡羅萊納州斯坦利縣的一個鎮區。

## 地方資料
泰森鎮區的面積為117.84平方千米，皆為陸地。根據2020年美國人口普查的數據，當地共有人口2035人，而人口密度為每平方千米17.27人。